# Porter Wayne and Dolly Rebecca
Porter Wayne and Dolly Rebecca är ett duettalbum av Porter Wagoner och Dolly Parton, släppt i mars 1970. Det innehöll singlarna "Just Someone I Used to Know' och "Tomorrow is Forever", vilka båda nådde tio-i-topp på USA:s countrylistor, liksom "Run That By Me One More Time". Albumet nådde som bäst placeringen # 4 på countryalbumlistorna.

## Låtlista
1. Forty Miles From Poplar Bluff (Frank Dycus - Larry Kingston)
2. Tomorrow is Forever (Dolly Parton)
3. Just Someone I Used to Know (Jack Clement)
4. Each Season Changes You (Ruth Talley)
5. We Can't Let This Happen to Us (Dorothy Jo Hope)
6. Mendy Never Sleeps (Parton)
7. Silver Sandals (Parton)
8. No Love Left (Bill Owens)
9. It Might As Well Be Me (Parton-Dorothy Jo Hope)
10. Run That By Me One More Time (Parton)
11. I'm Wasting Your Time and You're Wasting Mine  (Parton)